# Клочківська сільська рада (Народицький район)
Клочківська сільська рада — колишня адміністративно-територіальна одиниця та орган місцевого самоврядування в Овруцькому і Народицькому районах Коростенської й Волинської округ, Київської та Житомирської областей Української РСР з адміністративним центром у селі Клочки.

## Населені пункти
Сільській раді на час ліквідації були підпорядковані населені пункти:
- с. Клочки
- с. Мар'янівка
- с. Савченки

## Населення
Кількість населення ради, станом на 1923 рік, становила 1 710 осіб, кількість дворів — 266.

## Історія та адміністративний устрій
Створена 1923 року в складі сіл Клочки, Мар'янівка та хуторів Нивки, Продор, Савченки і Ягідно Христинівської волості Овруцького повіту Волинської губернії. 7 березня 1923 року увійшла до складу новоствореного Овруцького району Коростенської округи. 21 серпня 1924 року, відповідно до постанови ВУЦВК «Про зміни в адміністративно-територіальному поділі Волині», сільську раду передано до складу Народицького району Коростенської округи. На 1 жовтня 1941 року хутори Нивки, Продор та Ягодно не перебувають на обліку населених пунктів.
Станом на 1 вересня 1946 року сільська рада входила до складу Народицького району Житомирської області, на обліку в раді перебували села Клочки, Мар'янівка та Савченки.
Ліквідована 11 серпня 1954 року, відповідно до указу Президії Верховної ради Української РСР «Про укрупнення сільських рад по Житомирській області», територію та населені пункти приєднано до складу Норинцівської сільської ради Народицького району Житомирської області.